# PLATINUM GOLF
『PLATINUM GOLF』（プラチナムゴルフ）は、スカイ・A sports+ほかで放送されているゴルフ番組である。2015年からミュゼプラチナムが協賛しているジャパンゴルフツアー「ミュゼプラチナムオープン」とのタイアップ番組であり、同社の一社提供で放送されている。

## 概要
プロゴルファーの小林正則と馬場ゆかりが、MCの森下千里やプロテストを受ける予定のアマチュアゴルファーたちに上級者向けのテクニックやコースの攻略法などをレクチャーする。他にもツアーでの裏話あり、ロケ地近郊の観光スポット紹介ありの内容になっている。

## 放送局
| 放送対象地域 | 放送局             | 系列   | 放送日時                                                                                        | 備考 |
| ------------ | ------------------ | ------ | ----------------------------------------------------------------------------------------------- | ---- |
| 日本全域     | スカイ・A sports+  | CS放送 | 日曜 19:30 - 20:00 （初回放送：2015年4月5日） 日曜 09:30 - 10:00 （初回放送：2015年4月12日 - ） |      |
| 日本全域     | ゴルフネットワーク | CS放送 | 火曜 20:00 - 20:30 （初回放送：2015年4月7日 - ）                                                |      |
| 兵庫県       | サンテレビ         | 独立局 | 月曜 23:00 - 23:30 （2015年4月6日 - 2015年12月28日）                                            |      |
| 神奈川県     | テレビ神奈川       | 独立局 | 土曜 23:00 - 23:30 （2015年4月11日 - 2015年12月26日）                                           |      |
| 千葉県       | チバテレ           | 独立局 | 土曜 23:30 - 翌0:00 （2015年8月1日 - ）                                                         |      |